# Tiberius Julius Synges
Tiberius Julius Synges, còn được gọi là Synges (thế kỷ thứ 3 - mất năm 276) là một hoàng tử và vua chư hầu La Mã của vương quốc Bosporos.
Synges là người con trai thứ hai của vua Bosporos Rhescuporis V với một người phụ nữ không rõ tên tuổi. Ông mang trong mình huyết thống Hy Lạp, Iran và La Mã. Người anh cả của ông là hoàng tử Pharsanzes và em trai của ông là hoàng tử Teiranes.
Synges đã kế vị người anh cả của mình Pharsanzes,sau khi ông ta qua đời vào năm 254, trở thành vị vua đồng cai trị với vua cha Rhescuporis V vào năm 258 cho tới khi ông qua đời vào khoảng năm 276. Triều đại của Synges có cùng thời điểm với cuộc khủng hoảng của thế kỷ thứ ba. Có ít thông tin được biết đến về cuộc đời và sự cai trị của Synges. Synges mất vào khoảng năm 276 và ông được kế vị bởi người em trai Teiranes.